# Hafellia reagens
Hafellia reagens är en lavart som beskrevs av Pusswald 2000. Hafellia reagens ingår i släktet Hafellia och familjen Caliciaceae.   Inga underarter finns listade i Catalogue of Life.